# Krasino
Krasino (rusky Kpacинo) je opuštěná hornická osada v Archangelské oblasti v Rusku. Nachází se na Jižním ostrově v souostroví Nová země. První zmínka o osadě je z roku 1934, v roce 1954 se zde vylodili první příslušníci Sovětské armády, kteří měli v této oblasti připravit vybudování jaderné testovací střelnice. Osada není trvale obydlená.
Záliv, v němž se nachází Krasino, odděluje od Pečorského moře mys Vchodnoj (v překladu z ruštiny "Vstupní"). Na špici tohoto dlouhého, úzkého a členitého výběžku pevniny se nachází stále funkční maják, který vydává světelné záblesky každé tři sekundy.